# Терм-документна матриця
Терм-документна матриця (англ. document-term matrix, term-document matrix) — матриця, що описує частоту появи термінів у колекції документів. В терм-документній матриці рядки відповідають документам з колекції, що аналізується, а стовпці асоційовані з термінами. Існують різноманітні схеми для визначення елементів матриці. Одною з них є схема TF-IDF. Такі матриці використовуються при обробці природної мови, зокрема в методах латентно-семантичного аналізу.

## Концепція
При створенні бази даних термінів, що задіяні у множині документів, матриця термінів формується як матриця інцидентності, рядки якої описують документи, а елементи рядків свідчать про наявність термінів в цих документах. Наприклад, якщо є два коротких документи:
- D1 = «Мені подобаються дані»
- D2 = «Мені не подобаються дані», то відповідна терм-документа матриця буде мати вигляд:

|    | Мені | подобаються | не подобаються | дані |
| -- | ---- | ----------- | -------------- | ---- |
| D1 | 1    | 1           | 0              | 1    |
| D2 | 1    | 0           | 1              | 1    |

який показує, що за терміни містяться в тому чи іншому документі, та скільки разів вони зустрічаються. Такий підхід подібний до застосування матриці інцидентності при аналізі речень у корпусі слів одного документу.